# Сероспинный трубач
Сероспинный трубач (лат. Psophia crepitans) — вид птиц из рода трубачей. Выделяют три подвида.

## Внешний вид и вокализация
Имеет короткий загнутый клюв и тонкие ноги. Пальцы короткие, снабжены острыми когтями. Крылья короткие, хвост короткий, прямой, шея длинная, вокруг глаз — голые места.

## Распространение и места обитания
Встречается на территории Гайаны и сопредельных государств. Обитает в лесах.

## Питание и образ жизни
Питается плодами, ягодами и насекомыми, живет стаями от 10—30 штук.

## Размножение
В кладке 2-4 белых яйца.

## Сероспинный трубач в литературе
Сероспинный трубач по кличке Трампи фигурирует в повести известного натуралиста Джеральда Даррелла «Поместье-зверинец».